# Dienstschreiben
Ein Dienstschreiben ist ein Schreiben dienstlichen Inhalts.
In der Allgemeinheit ist für ein Schreiben eines Amtes auch der im offiziellen Amtsdeutsch nicht existierende Begriff „Amtsschreiben“ verbreitet. Zahlreiche Kopien alter Dienstschreiben befinden sich heute im Bundesarchiv (Deutschland).

## Arten von Dienstschreiben
- Erlasse (Befehle, Entscheidungen und Anordnungen eines Ministeriums),
- Verfügungen (Entscheidungen oder Anordnungen von dem jeweiligen Ministerium nachgeordneten Stellen (Ober- oder Mittelbehörden) an ihnen nachgeordnete Stellen),
- Schreiben (an Empfänger außerhalb des jeweiligen Geschäftsbereiches einer Dienststelle oder an gleichgeordnete Stellen, beispielsweise ein Zwischenbescheid),
- Bericht (einer nachgeordneten an die übergeordnete Stelle),
- Antrag,
- Bescheid,
- Gesuch,
- Niederschrift, Protokoll.